# حسین محفوظ
حسین محفوظ (انگلیسی: Husain Mahfoodh؛ زادهٔ ۲۹ ژوئن ۲۰۰۱) بازیکن هندبال اهل بحرین است.